# Departamento Montecarlo
Das Departamento Montecarlo liegt im Nordwesten der Provinz Misiones im Nordosten Argentiniens und ist eine von 17 Verwaltungseinheiten der Provinz. 
Es grenzt im Norden an das Departamento Eldorado, im Osten an die Departamentos San Pedro und Guaraní, im Süden an das Departamento Cainguás, im Westen an das Libertador General San Martín und im Nordwesten an Paraguay. 
Die Hauptstadt des Departamento Montecarlo ist das gleichnamige Montecarlo.

## Bevölkerung
Nach Schätzungen des INDEC stieg die Einwohnerzahl von 34.073 Einwohnern (2001) auf 35.076 Einwohner im Jahre 2005.

## Städte und Gemeinden
Das Departamento Montecarlo ist in folgende Gemeinden aufgeteilt:
- Caraguatay
- Montecarlo
- Puerto Piray

Koordinaten: 26° 36′ S, 54° 36′ W